# Peter Bender (Autor)
Peter Bender (* 30. Mai 1893 in Bechtheim; † 4. Februar 1944 im KZ Mauthausen) war ein deutscher Schriftsteller, Religionsgründer und Verfechter der Hohlwelttheorie.

## Biografie
Nach seinem Abitur und dem begonnenen Philosophiestudium meldete er sich 1914 als Freiwilliger und wurde im Ersten Weltkrieg Fliegerleutnant an der Ostfront. Bei einem Absturz mit seinem Flugzeug erlitt er eine schwere Kieferverletzung. Im Lazarett lernte er seine zukünftige Frau Charlotte Asch kennen, die er 1917 heiratete; sie stammte aus einer jüdischen Apothekerfamilie. Das Paar ließ sich in Worms nieder; sie bekamen zwei Kinder, Gerhard und Maria.
Bender engagierte sich in der sozialistischen Bewegung in Worms und wurde 1918 Mitbegründer des Wormser Arbeiter- und Soldatenrats, dessen erster Vorsitzender er für kurze Zeit war. Während Bender sich als Schriftsteller und Vortragsredner betätigte, versorgte seine Frau die Familie durch Einnahmen aus Sprachunterricht. 1919 gründete Bender eine Religionsgemeinschaft unter dem Namen „Wormser Menschengemeinde“. Wegen Gotteslästerung und Verbreitung unzüchtiger Schriften wurde er 1921 angezeigt und kam für einige Wochen in Haft.
1927 veröffentlichte Bender seinen einzigen Roman Karl Tormann – Ein rheinischer Mensch unserer Zeit.
Unter den teils wirren Interessengebieten Benders befand sich die Hohlwelttheorie, basierend vor allem auf der Gedankenwelt des Arztes Cyrus Reed „Koresh“ Teed, der in der zweiten Hälfte des 19. Jahrhunderts in den USA die religiöse Gemeinschaft der „Koreshan Unity“ gegründet hatte. Bender sah sich in dessen Nachfolge und nahm Briefkontakt zu der in Florida residierenden Koresh-Gemeinschaft auf.
Nach der Machtergreifung der Nationalsozialisten musste Charlotte Bender als Jüdin zunehmend Einschränkungen im täglichen Leben hinnehmen. Die Familie geriet verstärkt in finanzielle Schwierigkeiten und zog 1935 nach Frankfurt um.
Im März 1943 wurde Peter Bender wegen Kritik am NS-Regime denunziert und verhaftet. Er starb am 4. Februar 1944 im KZ Mauthausen. Seine Frau Charlotte, im März 1944 ins KZ Auschwitz deportiert, wurde nach dem Zweiten Weltkrieg für tot erklärt. Die beiden Kinder des Paares überlebten Krieg und Verfolgung.

## Nachwirkung
2023 veröffentlichte der österreichische Schriftsteller Clemens J. Setz mit Monde vor der Landung einen Roman über Peter Bender, für den er den Österreichischen Buchpreis 2023 erhielt.